# Antonio Conte (scrimer)
Antonio Conte (n. 11 decembrie 1867, Minturno, Lazio, Regatul Italiei – d. 4 februarie 1953, Minturno, Lazio, Italia) a fost un profesor de scrimă italian specializat pe sabie, laureat cu aur la Jocurile Olimpice din 1900 de la Paris.

## Carieră
S-a născut în orașul Minturno, care în timpul respectiv se numea Traetto și se afla în provincia Caserta. Tatăl său era notar și unchiul său ofițer de marină comercială. La vârsta de 17 ani el s-a înrolat în Batalionul de instruire din Maddaloni, unde s-a apucat de scrimă, apoi a fost transferat la Regimentul 3 Artilerie din L'Aquila. Datorită rezultatelor sale bune la scrimă a fost admis la Academia Militară din Modena, pe care a absolvit-o cu gradul de locotenent, apoi la Școala magistrală militară de scrimă din Roma, unde și-a perfecționat tehnica sub îndrumarea maestrului Agesilao Greco. După absolvirea, doi ani mai târziu, a fost transferat la Regimentul 65 Infanterie staționat în Milano, unde a dat și lecții la mai multe societăți de scrimă. În 1892 s-a întors la Roma pentru a deveni instructor. În sfârșitul anului 1895 a plecat din armată după ce nu a fost autorizat să participe la o competiție, și s-a mutat la Paris la invitația unui maestru francez.
Începutul la Paris a fost greu: în timpul respectiv scrima italiană era tratată cu puțin respect de francezii. El și-a făcut reputație după ce le-a înfruntat pe maeștrii renumiți Gabriel Prévost și Alphonse Kirchhoffer. În anul 1896 nu a participat la prima ediție a Jocurilor Olimpice moderne, dar a câștigat turneul internațional organizat de jurnalul Le Figaro pentru maeștrii (profesori de scrimă). La sfârșitul aceluiași an și-a fondat sala sa propria. În 1900 a participat la Jocurile Olimpice de la Parigi. La proba de floretă pentru maeștrii s-a clasat pe locul 4. La cea de sabie maestri a câștigat toate meciurile pe care le-a tras, cucerind medalia de aur. Elevul său, Georges de la Falaise, a obținut și eu titlul olimpic în proba de sabie pentru amatori.
În 1904 a plecat la Madrid la invitația unui club local. Acolo a înființat și o sală de scrimă, apoi s-a întors în Paris. În 1922 s-a mutat cu soția sa în orașul sau natal, Mintorno, unde a murit la vârsta de 85 de ani.